# Nick Collison
Nicholas John Collison, znany także jako Nick Collison (ur. 26 września 1980 w Orange City) – amerykański koszykarz, grający na pozycji silnego skrzydłowego lub środkowego.
W 1999 wystąpił w meczu wschodzących gwiazd - Nike Hoop Summit oraz McDonald’s All-American.
Absolwent uniwersytetu Kansas. Do NBA trafił w 2003, gdy Seattle SuperSonics wybrali go z 12 numerem draftu 2003.
10 maja 2018 ogłosił zakończenie kariery zawodniczej.

## Osiągnięcia
Na podstawie, o ile nie zaznaczono inaczej.
NCAA
- Wicemistrz NCAA (2003)
- Uczestnik:
  - NCAA Final Four (2002, 2003)
  - rozgrywek Sweet 16 turnieju NCAA (2001, 2002, 2003)
  - turnieju NCAA (2000–2003)
- Mistrz sezonu regularnego Big 12 (2002, 2003)
- Zawodnik Roku:
  - NCAA według NABC (2003)[5]
  - Konferencji Big 12 (2003)[6]
- Wybrany do:
  - I składu:
    - All-American (2003)[7]
    - Big 12 (2001, 2003)
    - turnieju:
      - Big 12 (2002)
      - NCAA Final Four (2003 – przez AP)[8]

  - II składu Big 12 (2002)
  - składu All-Big 12 Honorable Mention (2000)
- Drużyna Kansas Jayhawks zastrzegła należący do niego numer 4

NBA
- Finalista NBA (2012)[9]
- Lider play-off w skuteczności rzutów z gry (2012)[10]

Reprezentacja
- Mistrz:
  - Ameryki (2003)[11]
  - świata U–21 (2001)[12]
  - Ameryki U–19 (1998)[13]
- Wicemistrz:
  - świata U–19 (1999)[14]
  - Ameryki U–20 (2000)[15]
- Uczestnik mistrzostw świata (2002 – 6. miejsce)[16]